# Schalkau

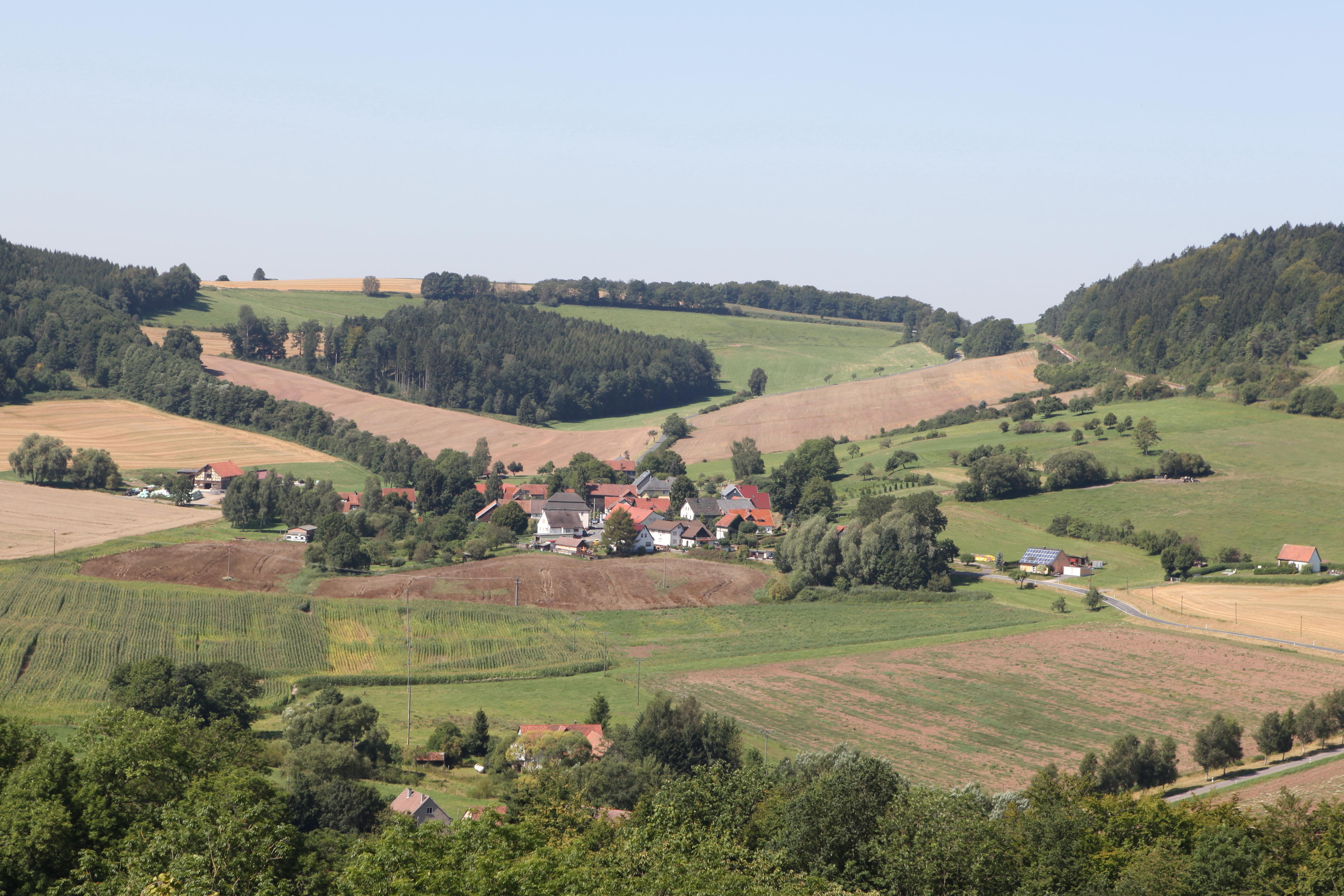
Zicht over Schalkau

Schalkau is een gemeente in de Duitse deelstaat Thüringen, en maakt deel uit van de Landkreis Sonneberg.
Schalkau telt 3.278 inwoners.

## Geografie
De stad ligt op de zuidflank van het Thürings Leisteengebergte in het dal van de Itz, 6 km ten zuiden van de 867 m hoge Bleßberg.
Bachfeld · Föritztal · Frankenblick · Goldisthal · Lauscha · Neuhaus am Rennweg · Schalkau · Sonneberg · Steinach